# Tía María
Tía María est une marque de boisson alcoolisée et liqueur à base de rhum, de grains de café, de vanille et de sucre, mélangée avec un degré d'alcool de 31,5 %, originaire de Jamaïque (plus tard baptisé « café au rhum »). Les liqueurs à base de canne sont une spécialité typique de l'île également réputée pour la qualité de son café, comme le café Blue Mountain, l'un des plus chers au monde. Il peut être consommé pur ou avec des glaçons, mais il est souvent utilisé comme ingrédient dans les cocktails, les cafés ou les desserts.
Selon une légende, l'origine de cette liqueur remonte au XVIIe siècle, lorsqu'une jeune aristocrate espagnole vivant en Jamaïque a été contrainte de fuir son domicile à la suite d'un conflit. Elle avait été accompagnée d'une servante, qui avait apporté un coffret de famille contenant des perles noires et la recette d'une liqueur. En l'honneur de ses services, la jeune femme aurait utilisé son nom de jeune fille pour le nommer.
Au-delà du mythe, on pense que la boisson actuelle a commencé à être produite par Kenneth Leigh Evans en Jamaïque dans les années 1950.[réf. nécessaire] Les campagnes publicitaires lancées dans les années 1980 au niveau international, mettant en scène le mannequin Iman, ont apporté une notoriété à la liqueur. La marque Tía María a été rachetée en 2005 par le géant de l'industrie Pernod Ricard, pour être distribuée, avant d'être revendue à Illva Saronno en juillet 2009.